# Eryngium paludosum
Eryngium paludosum är en flockblommig växtart som först beskrevs av Charles Moore och Ernst Betche, och fick sitt nu gällande namn av P.W.Michael. Eryngium paludosum ingår i släktet martornar, och familjen flockblommiga växter. Inga underarter finns listade i Catalogue of Life.